# Gégény
Gégény là một thị trấn thuộc hạt Szabolcs-Szatmár-Bereg, Hungary. Thị trấn này có diện tích 23,44 km², dân số năm 2010 là 1953 người, mật độ 83 người/km².